# 안 도트리슈
안 도트리슈(프랑스어: Anne d'Autriche, 1601년 9월 22일 ~ 1666년 1월 20일)는 프랑스와 나바라 왕국의 왕 루이 13세의 왕비로, 루이 14세의 어머니이다. 스페인에서는 아나 마리아 마우리시아 데 아우스트리아 이 아우스트리아에스티리아(스페인어: Ana María Mauricia de Austria y Austria-Estiria)로 불렸다. 아들인 루이 14세가 5세의 나이로 즉위하면서 1643년부터 8년간 섭정을 맡았고 1651년에 마자랭 추기경에게 섭정 직위를 넘겨주었다. 마자랭 추기경과 안은 매우 각별한 관계였는데 프롱드의 난동안 안과 마자랭 추기경이 서로 불륜 관계였다는 마자리나드(팜플렛)가 나돌았다.

## 유년기
1601년 스페인의 바야돌리드에서 출생하였다. 세례명은 아나 마리아 마우리시아(Ana Maria Mauricia). 아버지는 합스부르크 왕가의 스페인 왕 펠리페 3세이며 어머니는 오스트리아의 카를 2세 대공의 딸 오스트리아의 마르가리타이다. 태어날 당시의 호칭은 에스파냐와 포르투갈의 공주, 오스트리아의 여대공, 부르고뉴와 네델란드의 공주(infanta of Spain and of Portugal, archduchess of Austria, princess of Burgundy and of the Low Countries)였다.

## 혼인 동맹
11세가 되는 1612년에 부르고스에서 동갑내기 어린 프랑스의 국왕 루이 13세와 약혼하였다. 비슷한 시기에 후에 스페인 국왕 펠리페 4세가 되는 동생 아스투리아스 공 펠리페 역시 루이 왕태자의 동생 엘리자베트 드 부르봉과 결혼하여 프랑스의 부르봉 왕가와 스페인의 합스부르크 왕가의 정치적, 군사적 결합을 공고히 하였다. 유럽 내 가장 강력한 가톨릭 세력 중 하나인 프랑스와 스페인의 이와 같은 결혼 동맹은 1559년 카토-캉브레지 평화 조약으로 펠리페 2세가 프랑스의 앙리 2세와 카트린 드 메디치의 딸인 엘리자베트 드 발루아와 결혼한 이후 전통적으로 내려져 온 것이었다. 두 공주는 프랑스와 스페인을 가르는 엔다예 부근 비다소아 강의 꿩 섬에서 교환되었다.

## 프랑스 궁정생활

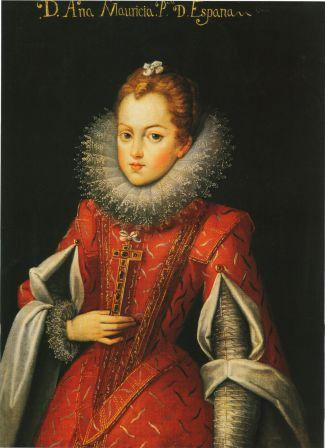
인판타 시절의 아나

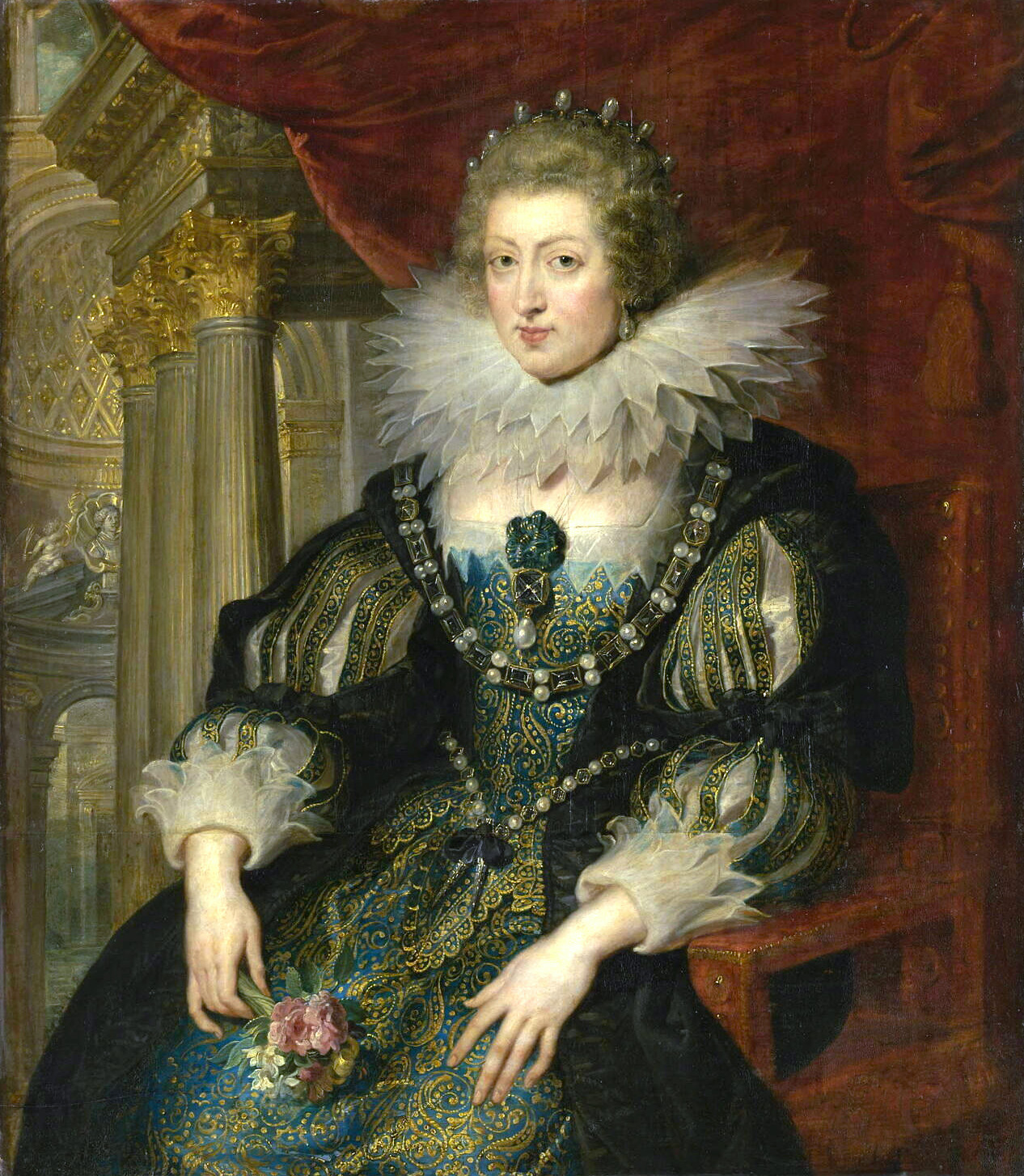
안 도트리슈

### 불행한 결혼생활
1615년 12월 25일에 루이 13세와 결혼식을 올렸다. 결혼생활은 순탄치 못했다. 어린 남편 루이 13세와 모후 마리 드 메디시스의 관계가 너무 않좋은 것이 근본원인이었다. 시어머니 마리 드 메디시스는 차남 가스통을 편애하며 장남 루이 13세에게는 학대에 가까운 양육방식으로 일관하였기에 애정 결핍과 정서 불안에서 오는 심리적 장애를 안고 있던 루이 13세는 어머니를 증오하는 한편 어머니에 의해 강제된 정략결혼 자체를 굴욕으로 생각하였다.
마리 드 메디시스는 1610년에 남편이자 프랑스 국왕인 앙리 4세가 암살당한후 모후의 자격으로 어린 루이 13세의 섭정이 되어 권력을 장악하였다. 이후 그녀는 자신의 모국인 이탈리아 인을 중용하며 친 스페인 정책을 펼쳤다. 그런 정책의 연장선상에서 루이 13세와 안 도트리슈의 정략결혼이 추진되었던 것이다. 어린시절 루이 13세가 흠모하고 존경했던 부친 앙리 4세는 루이 13세의 결혼 상대로 프랑스 북동부 지역의 로렌 공작 가문을 염두에 두고 있었고, 이를 통해 과거 부르고뉴 공국이었던 지역에 대한 장악력을 확대하고자 했다. 하지만 이러한 선왕의 구상은 모후의 친 합스부르크 가문 정책으로 깨어지고 말았다.
루이 13세는 화가 날 수 밖에 없었고 그 불똥은 안 도트리슈에 대한 미움으로 변했다. 마리 드 메디시스 역시 며느리를 위해 그 어떤 배려도 하지 않았다. 그래서 안 도트리슈는 거의 무시당하고 방치되다시피 했으며 프랑스어를 제대로 익히지 못하는등 프랑스 궁정에 잘 적응하지 못했다.

### 쿠데타 이후
1617년에 루이 13세는 외국인들의 조종을 받는 모후의 섭정에 불만을 품고 콘치니를 비롯한 모후 마리 드 메디시스의 총신들을 몰아낸후 권력을 되찾았다. 당시 왕과 공모하여 재상이 된 뤼네 공작 샤를 달베르는 국왕 부부의 관계 개선을 위하여 많은 노력을 기울였다. 그는 안 도트리슈의 궁정에 있던 스페인 출신 시녀들을 대부분 돌려보내고 대신 콩티 왕자비, 그의 아내로 뤼네 공작 부인인 마리 드 로앙-몽바종 등 프랑스 출신으로 빈 자리를 채우고, 부드러운 분위기를 조성하기 위해 다양한 궁정 이벤트들을 기획하였다. 안 도트리슈 또한 이에 고무되어 스페인식 습관을 어느 정도 버리고 다시 프랑스어를 익히는 등 여러모로 노력하면서 한동안 두 부부의 관계는 크게 호전되었다.

### 반복되는 유산
그러나 안 도트리슈가 계속 유산을 반복하면서 부부의 관계는 다시 냉랭해졌다. 1622년 3월 14일, 안 도트리슈가 계단에서 발을 헛디뎌 두 번째 유산을 하자 루이 13세는 아내는 물론이고 아내의 시녀였던 뤼네 공작 부인에게조차 왕비를 태만하게 모셨다는 이유로 불같이 화를 내기도 하였다. 왕은 뤼네 공작 부인이 왕비에게 미치는 막강한 영향력에 대해 몹시 불쾌해하였고, 이러한 상황은 1621년 뤼네 공작의 죽음으로 더욱 심각해졌다. 안 도트리슈는 왕이 신교도들과의 전쟁에 온 힘을 쏟느라 정신 없는 와중에 온 궁정의 중심이자 자신의 절친한 친구가 왕의 반발을 무릅쓰고 1622년 슈브뢰즈 공작과 재혼하는 것을 철저히 보호해 주었다.

### 갈등과 음모
루이 13세는 뤼네 공작의 죽음 이후 모후의 총신이었다가 왕의 편으로 돌아선 리슐리외 추기경을 재상이자 조언자로서 총애하였는다. 리슐리외 추기경의 외교 정책은 안 도트리슈의 가문인 합스부르크 왕가가 통치하는 스페인과 오스트리아를 적대시하는 정책이었던 탓에 두 사람 사이는 항상 긴장이 감돌았다. 그러나 두 번째 유산 이후 6년여 간 후사를 낳지 못했던 안 도트리슈는 리슐리외 추기경에 대한 왕의 총애까지 힘입어 항상 열세에 몰리곤 하였다.
친구 슈브뢰즈 공작 부인의 영향력에 힘입어, 안 도트리슈는 공공연한 리슐리외 추기경의 정적(政敵)으로 자리잡음과 동시에 각종 음모에 휘말렸다. 그 중에서도 샬레 백작과 슈브뢰즈, 그리고 루이 13세의 남자 연인으로 리슐리외 추기경에 의해 등용되었던 생 마르스가 개입했던 1626년의 공모는 왕비 또한 개입했음이 확실한 음모 중의 하나이다.
1635년부터 시작된 프랑스와 왕비의 모국 스페인과의 전쟁이 점차 심화되면서, 안 도트리슈는 동생인 스페인 왕 펠리페 4세와 비밀리에 교섭하면서 은밀히 프랑스 내의 각종 기밀을 빼내어 주곤 하였다. 그러나 이러한 반역 행위는 1637년 리슐리외 추기경에게 발각되어 결국 슈브뢰즈는 궁정에서 추방되고 왕비는 남편인 왕의 총애를 완전히 잃은 채 반 감금 상태에서 감시를 받으며 지내게 되었다. 이 즈음 두 부부의 관계는 최악이었고, 진심으로 서로를 미워하고 있었다.

## 후계자의 탄생

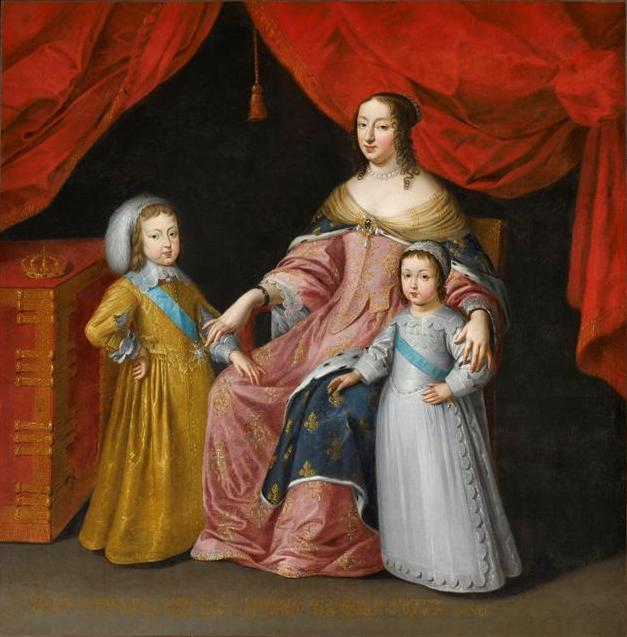
안 도트리슈와 두 아들

이와 같은 어려운 상황에서 왕비가 결혼한 지 23년 만에 다시 한 번 임신을 하자, 이미 그 당시부터 프랑스 내에서는 아이의 출생의 비밀에 대한 가십이 끊이지 않고 이어졌다. 그러나 실제로 두 부부는 왕비를 경계하기는 해도 일단은 그녀가 왕실의 후손을 낳아야 한다고 생각했던 리슐리외에 의해 정식으로 화해했으며, 임신 이전에 두 번 동침했던 것으로 기록에 남아 있다. 결국 안 도트리슈는 1638년 9월 5일 왕자를 낳았고, 이 왕자가 후일 ‘태양왕’ 루이 14세가 된다. 부부의 결합은 이후에도 한번 더 결실을 맺어 1640년에는 차남 오를레앙 공 필립이 태어났다. 그러나 안 도트리슈는 왕국의 후계자를 낳은 뒤에도 여전히 프랑스의 국익보다는 스페인의 국익을 더 생각한 탓에 남편으로부터 의심을 샀고, 루이 13세 또한 여전히 우울하고 무심한 태도를 유지한 탓에 두 사람의 관계는 그 이상 가까워지지는 못했다.

## 프랑스의 섭정
남편 루이 13세는 항상 아내를 의심했을 뿐 아니라 어머니 마리 드 메디시스의 선례 탓에 여성의 통치를 불신하였다. 루이 13세는 1643년 사망 직전에 안 도트리슈가 어린 아들 루이 14세의 섭정이 되는 것을 금한다는 유언을 남겼다. 하지만 루이 13세가 사망하자 그의 유언은 파리 고등법원에서 피에르 세기에 대법관에 의해 폐기되고 안 도트리슈는 왕국의 섭정이 되었다.
안 도트리슈는 남편이 살아 있을 때와 달리 아들이 왕이 되자 아들의 왕국에 대한 국익을 더 생각하여 이전의 무조건적인 친 스페인 정책을 버렸다. 그녀는 이탈리아 출신의 유능한 인재인 쥘 마자랭 추기경을 전격적으로 기용하였다. 그를 통해서 30년전쟁후 진행된 베스트팔렌 조약에서 프랑스가 많은 이익을 얻도록 했고 프롱드의 난 등으로 대단히 혼란스러웠던 정국을 비교적 잘 뚫고 나갔다. 안 도트리슈의 총애가 워낙 깊었던 탓에 일설에서는 마자랭 추기경을 안 도트리슈의 비밀 남편으로 여기기도 한다.

## 말년
1651년 루이 14세의 친정이 시작되면서 안 도트리슈는 공식적으로는 섭정 자리를 내놓았으나 이후에도 계속 강력한 영향력을 행사하였다. 1659년, 스페인과의 전쟁이 피레네 요새에서 마침내 종지부를 찍은 뒤, 평화 조약의 일환으로 정략결혼을 추진하였다. 그 결과 1660년 6얼 9일에 자신의 조카이자 펠리페 4세의 딸인 마리 테레사 공주와 22살이 된 아들 루이 14세를 결혼시키는데 성공했다. 1661년 마자랭 추기경이 사망하자 발 드 그라스로 은퇴한 안 도트리슈는 이후 유방암으로 1666년에 사망하였다.
안 도트리슈의 사후, 그녀의 궁정 시녀였던 마담 드 모트빌은 그녀에 대한 회고록 Mémoires d'Anne d'Autriche를 남겼다.

## 평가
안 도트리슈는 숱이 많고 밝은 밤색 머리칼, 반짝이는 흰 피부, 녹색빛이 도는 다갈색 눈을 가진 매력적인 여성으로 알려져 있다. 귀족적인 자태와 품위를 지니고 있었고 특히 희고 긴 손이 유난히 아름다워 '유럽에서 가장 손이 아름다운 여인'으로도 불렸다. 키도 훤칠하게 크고 아름다운 왕비는 알렉상드르 뒤마가 1844년에 쓴 소설 '삼총사'의 주인공이 되기도 했다.
프랑스의 왕 루이 13세의 왕비로 왕의 유언을 파기하고 섭정을 하였으나 재상 마자랭과 프롱드의 난을 극복하고 루이 14세의 절대왕정의 길을 터 주었다는 평가를 받고 있다.

## 자녀
| 사진 | 이름                     | 생일            | 사망                 | 기타                            |
| ---- | ------------------------ | --------------- | -------------------- | ------------------------------- |
|      | 루이 14세                | 1638년 9월 5일  | 1715년 9월 1일(76세) | 후임 프랑스 국왕. 슬하 3남 2녀. |
|      | 필리프 1세 도를레앙 공작 | 1640년 9월 21일 | 1701년 6월 8일(60세) | 오를레앙 공작. 슬하 3남 3녀.    |